# Los traidores
Los traidores es un thriller político argentino de 1973 dirigido por Raymundo Gleyzer sobre su propio guion escrito en colaboración con Víctor Proncet y Álvaro Melián, y basado en el cuento La víctima de Proncet. Fue realizado entre 1972 y 1973 pero nunca se estrenó comercialmente. Tuvo como actores principales a Víctor Proncet, Raúl Fraire, Susana Lanteri y Lautaro Murúa.
La película incluye fragmentos de los filmes El último payador y de Tiempo de violencia. Los traidores fue filmada en colores y se hicieron copias de 16 mm. en blanco y negro, para que circularan en forma clandestina. En septiembre de 1988 fue exhibida en Lanús Oeste y el 22 de junio de 1993 se la proyectó en un ciclo del Centro Cultural Ricardo Rojas; la copia a color recién se conoció públicamente en 1995. Actualmente es considerada como una película de culto.

## Sinopsis
La historia narra la vida de un ficticio dirigente sindical peronista, desde que asciende al cargo en la década de 1960, luego de años de militancia, y se centra en su transformación posterior en un burócrata corrupto hasta 1973, cuando Héctor Cámpora llega a la Presidencia de la Nación.

## Reparto
- Víctor Proncet …Roberto Barrera
- Raúl Fraire …Antonio Corrales
- Susana Lanteri …Amanda / Paloma
- Lautaro Murúa …Benítez
- Walter Soubrié …Rivero
- Luis Politti …Presidente de la Nación
- Alfonso Senatore …Guardaespaldas de Barrera
- Omar Fanucchi …Médico
- Pachi Armas
- Martín Coria …Obrero torturado
- Carlos Román …Locutor en entierro
- Sara Aigen... Mujer que canta en entierro
- Diego Gleyzer …Bebé de Peralta
- Sara Bonet …Carmen
- Luis Cordara …Operario 2
- Luis Orbegoso …Peralta
- Luis Ángel Bellaba…Médico testigo de la tortura
- Hugo Álvarez…El Negro
- Mario Luciani…Reynoso
- Claudio Lucero…Operario 1
- Samuel Desse …Supervisor
- Osvaldo Santoro
- Guillermo Ben Hassan

## Producción
Los traidores fue producida por William "Bill" Susman, un productor de cine y activista estadounidense, quien había sido combatiente en las Brigadas Internacionales durante la Guerra Civil Española, y luego en la Segunda Guerra Mundial. También militó como activista contra la dictadura pinochetista en Chile (1973-1990), la última dictadura cívico-militar argentina (1976-1983) y la Contra nicaragüense.
El argumento está basado en el cuento de Víctor Proncet La víctima, que narraba un hecho verídico: el autosecuestro del dirigente sindical peronista Andrés Framini.
El título original del film iba a ser “Una muerte cualquiera”, ya que el de “Los traidores” ya había sido utilizado por el escritor comunista José Murillo (1922-1997), en la novela homónima publicada en 1968, la cual relataba la traición de la burocracia sindical a una huelga metalúrgica.

## Comentarios/críticas
Vincent Canby de The New York Times, escribió el 22 de febrero de 1974: 

”…evita cuidadosamente condenar al Presidente Perón, pero está lleno de desilusión que condujo a la desesperación y finalmente a las tácticas terroristas que envuelven a la Argentina hoy. Sustenta la violencia de hecho, sin pretender ser otra cosa, como hizo Costa-Gavras en Estado de sitio”

Daniel Galán escribió sobre el filme en 1978 para el El País, y opinó: 

”…una muestra de cómo puede realizarse un cine político que no olvide ninguna de las claves espectaculares de un producto de consumo. El Grupo Cine de la Base ha rodado -espléndidamente- una historia concreta que se confunde muchas veces con el documento histórico, con el melodrama, con el cine de ficción…es una película imprescindible.”